# Евника
Евни́ка (др.-греч. Eὐνείκη, I век — после 69) — жена царя Боспорского царства Котиса I. Временно была царицей во время несовершеннолетия своего сына Рескупорида II.

## Биография
Евника была греческой аристократкой неясного происхождения. В неизвестную дату в царствование Котиса I, он женился на Евнике, как на своей королеве. Котис I был монархом греческого, иранского и римского происхождения. Он был вторым сыном боспорских римских монархов-клиентов Аспурга и Гепепириса, а его старшим братом был бывший боспорский царь Митридат. В 63 году по неизвестным причинам римский император Нерон отстранил Котиса I от престола, и его дальнейшая судьба неизвестна. Боспорское царство было включено в состав римской провинции Мёзия в период с 63 по 68 год. Возможно, Нерон хотел свести к минимуму роль, власть и влияние местных правителей-клиентов и хотел, чтобы Боспор полностью управлялся Римской империей.
В июне 68 года Нерон умер, и Гальба стал римским императором. Чеканка монет ясно изображает успешную попытку Рескупорида II восстановить Боспорское царство в качестве полунезависимого Римского клиентского царства. Котис I к тому времени уже умер, Рескупорид II вернул себе трон и царство.
Сохранившиеся монеты и надписи дают ключ к разгадке тайны Евники. Евника, по-видимому, была религиозной королевой, которая была женщиной сильного, добродетельного характера. Она помогала своему сыну в восстановлении Боспорского царства и выступала в качестве регента, по крайней мере, в первый год правления её сына. Евника оказалась способным правящим монархом в Боспоре, который снова процветал.